# Albert Kuhl
Albert Kuhl (* 15. August 1889 in Wels; † 27. April 1966 in Klein St. Paul) war ein österreichischer Elektriker und Politiker.

## Leben
Kuhl war der Sohn des Handschuhmachers Rudolf Kuhl und dessen Ehefrau Karoline geb. Schnabl.
Kuhl besuchte die Gewerbeschule in Wien und machte eine Elektrikerlehre. Er lebte als Elektriker in Wietersdorf. Im Ersten Weltkrieg leistete er Kriegsdienst und verlor das linke Auge. Er erhielt die Silberne Tapferkeitsmedaille II. Klasse. Er war Ortsstellenleiter des Gewerkschaftsbundes und Turnwart des Deutschen Turnvereines Klein St. Paul.
Er war römisch-katholisch und heiratete am 7. April 1923 Gabriele Lenhard (* 8. März 1887; † 27. August 1980). Aus der Ehe ging mindestens ein Sohn hervor.

## Politik
Im Ständestaat war er vom 19. November 1934 bis zum 11. März 1938 als Vertreter von Industrie und Bergbau Mitglied im Ständischen Kärntner Landtag. Im Landtag war er Mitglied des Verfassungsausschusses.